# Virginia Angiola Borrino
Virginia Angiola Borrino (Cossato, 28 marzo 1880 – Torino, 14 gennaio 1965) è stata un medico e pediatra italiana.

## Biografia

### La mia vita: la pediatria agli inizi del '900 attraverso le memorie di una donna medico

#### Introduzione
Nel 1905 si laureò all'Università di Torino e lasciò un ricordo della sua figura in tutte le sedi universitarie in cui si trovò a lavorare e a collaborare a Torino, Siena, Sassari e Perugia. La dottoressa, oltre a ricevere il titolo di "Professoressa ordinaria" all'Università di Perugia a partire dal 1948, fu la prima donna in Italia ad ottenere l'incarico della direzione della clinica pediatrica all'Università di Siena dal 1919 al 1924. Successivamente venne insignita anche della carica di "Commendatore al merito della Repubblica Italiana" e fu membro fondatrice dell'Associazione Italiana Donne Medico.
Nella presentazione del libro La mia vita: la pediatria agli inizi del '900 attraverso le memorie di una donna medico, la prof.ssa Fernanda Borsarelli (Libero docente in pediatria, Presidente dell'Associazione Italiana, dottoressa in Medicina e Chirurgia) ricorda la collega: 
(Fernanda Borsarelli)

#### Primi passi nella vita
Virginia Angiola Borrino, quartogenita di una famiglia delle Prealpi biellesi, rimase orfana del padre all'età di otto anni.
Zio Quinto, fratello del defunto padre, rinunciò alla sua carriera per prendersi cura dei nipoti. Virginia, non a caso, lo ricorda come una figura sorridente, forte e sempre al suo fianco. Zio Quinto, come ricorda la stessa nella sua autobiografia, aveva un amico medico con il quale era solito trascorrere del tempo la sera. Spesso e volentieri la futura dottoressa rimaneva sveglia ad ascoltare i loro discorsi in ambito medico-sanitario. È, infatti, tra la tenerezza dello zio e le sue conversazioni con l'amico medico che nasce la sua vocazione.
A causa della forma fisica di Virginia, solo lo zio continuava a credere nella forza di volontà della sua nipotina e nella sua aspirazione. Su consiglio del medico amico di suo zio, essa non frequentò le scuole elementari. Imparò a leggere e a scrivere grazie alle sorelle e ad un cugino coetaneo. Lo stesso medico, qualche tempo dopo, consigliò di irrobustirla con una serie annuali di bagni salati, con lunghi periodi di vita in montagna da parenti della madre e col farle passare quasi tutta la giornata all'aperto ed al sole su una collina artificiale formata di sabbia dal torrente Strona trasportata appositamente per lei. A 10 anni, Virginia superò l'esame di ammissione al ginnasio e poté finalmente iniziare la scuola.
In quegli anni essa, assieme alla sua carissima amica Maria B., iniziò inoltre a compiere una ricerca di elaborazione della fede religiosa che entrambe consideravano l'essenziale della vita umana e della vita che si apriva davanti a loro.

#### Incontro con la scienza
L'inquietudine degli anni di incertezza si placò d'un tratto ed una luce guidò Virginia verso un migliore equilibrio: ciò probabilmente a seguito della fine degli studi classici. La stessa, iscrivendosi all’università e al Collegio Carlo Alberto, decise di continuare a perseguire il suo sogno. Ci furono lezioni e libri che diedero un nuovo impulso alla sua immaginazione: per quanto riguarda le lezioni, essa fu affascinata da filosofia, scienze naturali, critica e storia mentre per quanto concerne i libri, essa rimase colpita da La fatica e La paura di Angelo Mosso. Addentrandosi in materie di ambito medico, essa ebbe un debole per lo studio della fisiologia e della patologia generale. Risultarono, invece, dolorosi gli anni dell'ospedale, le varie patologie speciali e le cliniche.
Finiti gli esami del primo anno, andò dal professor Mosso per esprimergli il desiderio di studiare con lui nel suo laboratorio: non solo essa avverò questo suo desiderio ma, accanto alla figura del fisiologo, incontrò altre persone di valore che ebbero fiducia in lei. L'ultimo anno universitario si ritrovò a superare un'esperienza dolorosa a seguito della frequenza del corso di ostetricia e ginecologia e dell'obbligo di affrontare le due decadi di internato pratico. Per riuscire a superare questa situazione, le fu d'aiuto la compagnia di una valdese di Torre Pellice, Mimì Volla. Fu qui che, a seguito di episodi spiacevoli e dell'ignoranza che dilagava in quei reparti, Virginia decise a cosa avrebbe dedicato la sua opera e la sua intera vita.

#### Preparazione alla pediatria
L'ultimo anno di studi risultò particolarmente faticoso a Virginia, sia dal punto di vista universitario, sia dal punto di vista personale. A 24 anni sentì per la prima volta la sua condizione di orfana, quasi priva di risorse finanziarie. È qui che sviluppa il pensiero di dover vivere del suo lavoro e col suo lavoro. Ottenne una borsa di perfezionamento all'interno presso le università del Regno del Collegio Carlo Alberto, che la aiutò nelle prime difficoltà e la spinse avanti. Virginia si impegnò a frequentare la clinica pediatrica di Firenze dove riusciva a provare conforto. Incontrò, inoltre, Giuseppe Mya, patologo medico; Dante Pacchioni ed infine Carlo Francioni. Ottenne la borsa per l'estero e Mya le presentò Adalbert Czerny, allora direttore della clinica pediatrica di Breslavia. Quest'ultimo era solito curare pochi malati, ma studiati a fondo. La professoressa Borrino mostrò la tecnica usata nelle ricerche che aveva compiuto a Firenze sui fermenti dell'urina dei neonati e nei lattanti e fu la considerazione di questa tecnica da parte di Czerny a permetterne la pubblicazione su una rivista tedesca e ad affidare alla protagonista esperimenti sul ricambio idrico nel lattante e sul valore di diversi zuccheri nell'allattamento artificiale. Grazie alle lezioni sul dovere del pediatra di occuparsi anche del problema dell'educazione pubblicò Il medico educatore del bambino.
Dopo un periodo di sconforto, dopo un breve soggiorno a Dresda per un congresso di pediatria, dopo tre mesi di lavoro a Berlino (dove entrò nella ricca società borghese) e dopo due mesi di lavoro a Parigi, la professoressa Borrino riuscì finalmente a tornare a casa da sua madre e da suo zio. In particolar modo a Berlino, per l'insistenza e la volontà del professore Neumann, Virginia Angiola Borrino approfondì la conoscenza dell'organizzazione tedesca, assistenziale ed assicurativa. A Parigi la protagonista frequentò la Clinica del Marfan. In quel tempo apprese, attraverso amici e l'insegnamento di un mistico polacco, Andrea Towianski, una migliore interpretazione della virtù del sacrificio. Le fu offerto il posto di assistente interno all'Ospedale infantile Regina Margherita. A seguito del sentimento di impotenza ad arrestare il progredire della malattia provato dalla professoressa, essa fu trascinata a studiare a fondo il problema della morbilità, a rilevare la frequenza delle malattie e ad analizzarne le cause.

#### Prima attività professionale e libera docenza
Dopo l'ultimo anno di internato la professoressa riuscì a trasferirsi definitivamente a Torino in un'abitazione sua con studio medico. Stinse una profonda amicizia con Ester Penati al punto da definirla "l'anima del nostro ufficio di assistenza". Invano la professoressa cercò di fare propaganda contro la forma di assistenza di ricovero negli istituti. Molta gioia fu rappresentata dalla partecipazione all'attività dell'Università popolare anche se non fu facile per lei ritrovarsi in un ambiente ostile nei confronti di una delle prime donne-medico. Nel 1913 giunse alla libera docenza di clinica pediatrica. Il 19 settembre dello stesso anno, le arrivò un telegramma che, dal sanatorio della Sila, la fece ritornare a casa per prendersi cura dello zio morente. Una volta a Torino, le fu affidato dall'Ispettorato del Lavoro il compito di eseguire una serie di visite mediche a domicilio, per uno studio sulle condizioni igienico-sanitarie delle lavoratrici a domicilio.

#### Nella Magna Sila
La dottoressa, dopo l'inchiesta sulle condizioni igienico-sanitarie delle lavoratrici a domicilio, ricevette un invito da parte del professor Bartolomeo Gosio (eminente batteriologo e studioso della malaria, allora direttore generale della Sanità Pubblica) ad organizzare e dirigere un sanatorio antimalarico per bambini in Calabria sull'altipiano della Magna Sila. Il prof. Gosio tentò l'esperimento di trasportare i bambini più gravemente colpiti sull'altipiano della Sila dove decise di costruire un sanatorio antimalarico. Poiché sul sanatorio sventolava la bandiera della Croce Rossa, Virginia Angiola Borrino prestò ogni tipo di soccorso a chiunque ne avesse bisogno. Nell'ultimo anno di guerra le venne affidato dalle autorità militari il compito di sorveglianza e di cura di un distaccamento di 200 prigionieri di guerra e di 100 soldati, accampati sull'altipiano. Nell'ottobre 1918 lasciò per l'ultima volta la Sila per fare ritorno ai suoi studi a Torino.

#### Intorno alla Prima Guerra Mondiale (1914-1918)
Nella solitudine della dottoressa era sempre più viva la fiamma dell'attività del pensiero e dell'amore del sapere. Nessun problema filosofico, sociale, morale e nessun movimento di pensiero la lasciava indifferente. Nel frattempo continuava la condivisione di letture, di studi e di esperienze con la sua carissima amica d'infanzia Ester Penati. Insieme a lei, Virginia Angiola Borrino si dedicò all'asilo materno, il piccolo nido. Tra il 1912 e il 1918 l'asilo fu una vera e propria opera di pionieri. Fin dal maggio 1915 la professoressa aveva fatto domanda di volontariato per gli ospedali contumaciali e per il servizio sui treni ospedale. L'offerta venne respinta con l'invito al servizio civile. Allo stesso modo fu respinta la domanda di lavoro negli ospedali militari delle retrovie. Dopo la fine della prima guerra mondiale, l'amore si presentò per la prima volta nella sua vita. Proprio in quel periodo sorse la possibilità di un incarico universitario presso la clinica pediatrica all'Università di Siena, grazie al consiglio e all'appoggio del prof. Ferdinando Micheli. A seguito di questa proposta, Virginia Angiola Borrino decise di partire e di lasciare affetti, lavoro ed amicizie a Torino, per la nuova vita a Siena.

#### Nella dolce Siena
Nell'autunno del 1919 Angiola si recò a Siena e visse in una pensione non distante dal Duomo e lavorò in una clinica rimediata alla base del vecchio Ospedale della Scala; questa era povera e priva di personale assistente, ma ciò che rese felice la donna fu la consulenza nelle campagne e nei paesi del circondario, che le consentiì di assistere i bambini ed al contempo di godere della bellezza dei paesaggi della Toscana. La sua vita universitaria non fu semplice a causa dei contrasti tra i colleghi e i pregiudizi nei suoi confronti ma, nonostante ciò, Angiola riuscì ad avviare una biblioteca ed un ambulatorio e ad attuare una piccola colonia elioterapica diurna per i bambini malati. La riforma dell'istruzione superiore di Giovanni Gentile mise a rischio la sua carriera, ma un'ispezione del ministro nella clinica in cui lavorava si concluse positivamente, concorrendo all'istituzione della "Cassa Scolastica" per l'assistenza agli studenti meno abbienti. L'intensa attività lavorativa e gli studi della professoressa fecero in modo che le venisse offerto l'incarico di pediatria nell'università di Pisa, da lei successivamente rifiutato a causa del vivo interesse per il lavoro iniziato e per le amicizie formatesi a Siena.
A partire dal 1921 organizzò, insieme a delle amiche, il "Comitato delle piccole madri": un'istituzione rivolta all'assistenza ed alla protezione dei bambini abbandonati. In tale contesto la dottoressa comprese l'importanza del movimento della prima età e l'urgenza dell'opera profilattica fondamentale. Nel 1923 partecipò al "Congresso nazionale per l'assistenza ai minorenni abbandonati e traviati"  durante il quale sostenne la necessità del concorso della donna nell’opera di assistenza sociale, fondamentale per l'istituzione, nel 1935, dell'Opera Nazionale per la protezione della Maternità e dell'Infanzia. Nel 1924, mentre la professoressa era intenta ad apprezzare la città, gli amici e le letture, fu varata una nuova legge per gli studi superiori, che la costrinse a lasciare Siena.

#### Intermezzo nella vecchia casa
Tornata nella casa paterna, la dottoressa non ebbe il tempo di perdersi in pensieri malinconici, poiché persone di ogni tipo si affidarono a lei per farsi curare, rendendola maggiormente serena e speranzosa, ma non totalmente soddisfatta del proprio lavoro. Dopo aver rifiutato la direzione dell'istituto degli Innocenti di Firenze  ed aver perso il concorso per la cattedra di pediatria di Cagliari, decise di tornare a Torino, attendendo a lungo l'assegnazione di una cattedra e continuando, nel frattempo, a lavorare e a prendersi cura della madre malata. Nel maggio del 1927, finalmente, fu chiamata all'università di Sassari.

#### Nell'isola
I primi giorni del 1928, la professoressa partì quindi per Sassari. Nonostante le incertezze e la lunghezza del viaggio, la dottoressa era fiduciosa ed iniziò a lavorare con entusiasmo in una piccola clinica situata in periferia, prendendosi cura dei bambini (anche grazie all'aiuto della famiglia Agnelli di Torino) e studiando al contempo il complesso dei fattori ostili alla vita dell'infante. Organizzò, inoltre, dei consultori profilattici per giovani madri inesperte (atti a ridurre la mortalità e le malattie dei primi anni di vita dei bambini) e, in seguito, anche dei refettori. La dottoressa lavorò non soltanto in clinica (dove vi era un gran numero di bimbi malati a causa di insufficienze dell'alimentazione e dell'igiene), ma anche in studi oppure in consulti ad Alghero e in provincia, ad esempio nel Logudoro, a Ozieri e Tempio.
Dopo la morte del fratello e della madre, volle andare via dall'isola e, dopo essere scampata ad una congiura organizzata intorno a lei, riuscì ad ottenere il trasferimento a Perugia.

#### In Umbria
Nel dicembre del 1931, la dottoressa andò a Perugia e dovette lavorare in una clinica, formata da una buona metà inutilizzabile poiché priva di luce e da altre stanze adibite a brefotrofio, clinica e aula delle lezioni. Si impegnò per migliorare le condizioni della clinica, approfondendo contemporaneamente i propri studi e lavorando nello studio in casa ma soprattutto nei consulti nelle campagne, per raggiungere le quali attraversava meravigliosi paesaggi. Un'ispezione al Brefotrofio del federale dichiarò insostenibile la situazione dell'Istituto, dunque tre milioni di lire furono investite in nuove costruzioni per i bambini, portando alla formazione, in vetta ad un colle, di un istituto di cura per 60 bambini, in seguito occupato (dall'autunno del 1943 al maggio del 1944) dai feriti di guerra.
In occasione della Pasqua ed in estate, la professoressa ritornava alla casa paterna e passeggiava a lungo nella pineta riflettendo sulla realtà della malattia e sul suo mistero di sofferenza, distruzione e limitazione e cominciando a scrivere consigli per i malati; così facendo si creò una fama di intenditore di problemi pratici e del lavoro, specialmente quello femminile. Pensando a problematiche quali abusi, complicazioni burocratiche ed assenza di confidenza e fraternità tra medico e malato, cominciò a scrivere un libro di insegnamenti e di illuminazione spirituale per i malati e per i medici. Quest'ultimo fu pubblicato solo nel 1948 a causa della guerra, ma ciò non gli impedì di sottolineare il valore della missione del medico e anche quello della malattia, dalla quale, infatti, si possono trarre capacità affettive, intellettuali e morali superiori.

#### La maternità extralegale e i "bimbi soli"
Il problema dell'assistenza sanitaria e sociale dei bambini illegittimi e delle donne abbandonate nella propria maternità aveva interessato da sempre Angiola, la quale, infatti, aiutò le ragazze-madri e i bimbi soli sia a Torino che a Siena. Questi venivano lasciati nei brefotrofi in modo anonimo attraverso la ruota infame (una finestrella a terreno) e ciò accadde per lungo tempo prima che fossero varate leggi per l'attuazione di una migliore cura dei bambini illegittimi e per l'opportunità, offerta alle cliniche, di studiare la fisiologia dei bambini. La professoressa, entusiasta dei nuovi provvedimenti, procedette a studiare tutti i casi di bambini e madri che le si presentavano e comprese l’immenso valore dell'educazione, necessaria per prevenire la delinquenza precoce. Pertanto la dottoressa sostenne, fin dal 1923, la necessità di una vasta opera di prevenzione sociale.
Nel 1935-36, alcune sue amiche organizzarono un comitato di patronato per le carcerate, dandole la possibilità di studiare approfonditamente la delinquenza della donna; essa, al contempo, ottenne buoni risultati nel formarsi, nella regione, di una certa mentalità pediatrica. Nel 1935 fu invitata dalla Prefettura ad organizzare e gestire un asilo nido e, nell'occasione della sua inaugurazione, la professoressa conobbe la moglie dell'allora ministro della giustizia, Rocco Todaro, e fece con lei un giro di ispezione della casa penale, suscitando immediatamente fiducia tra le recluse. Queste ultime erano in prevalenza di età giovanile, provenienti quasi sempre dalle regioni meridionali d'Italia o dalle isole, mancanti di istruzione e soprattutto non in un buono stato di salute (molte avevano un peso inferiore alla media, anemia, deficiente capacità vitale, carie, disturbi della funzione utero-ovarica e di quella tiroidea, sofferenze addominali e del sonno ed infine emotività esagerata).
La professoressa completò il proprio studio analizzando per ultime le condizioni precedenti il delitto e i movimenti psichici del delitto stesso, giungendo alla conclusione che il delitto femminile fosse strettamente legato alle tradizioni locali così come la donna era strettamente legata alla famiglia e, di conseguenza, suggestionata da essa. La dottoressa dunque propose un'opera di rieducazione che avrebbe dovuto essere sostenuta da un'ulteriore opera di prevenzione. Il suo lavoro, tuttavia, poté essere pubblicato solamente nel 1947, poiché prima il Re le aveva impedito di farlo per non far sfigurare il proprio Paese, che doveva dimostrarsi all’avanguardia anche nella cura della delinquenza femminile. Solo in seguito, in ambienti responsabili, venne fatta (ed accettata) qualche piccola proposta di pratiche correzioni.

#### L'ultima avventura
Con l'avvicinarsi della nuova guerra, la professoressa sentì la necessità di avvicinarsi alla propria famiglia; il suo unico conforto era rappresentato dal fatto di aver visto ultimata la costruzione della nuova clinica pediatrica, da lei iniziata e successivamente ingrandita da altri. Visse l'orrore e la distruzione della guerra e, dopo diverse problematiche relative all'assegnazione di un nuovo posto di lavoro, fece ritorno in Umbria, per poi concludere per limiti di età la propria vita accademica e continuare, in operosa solitudine, a studiare, meditare, ricordare e trarre conclusioni sulla vita.

## Come si vince la malattia

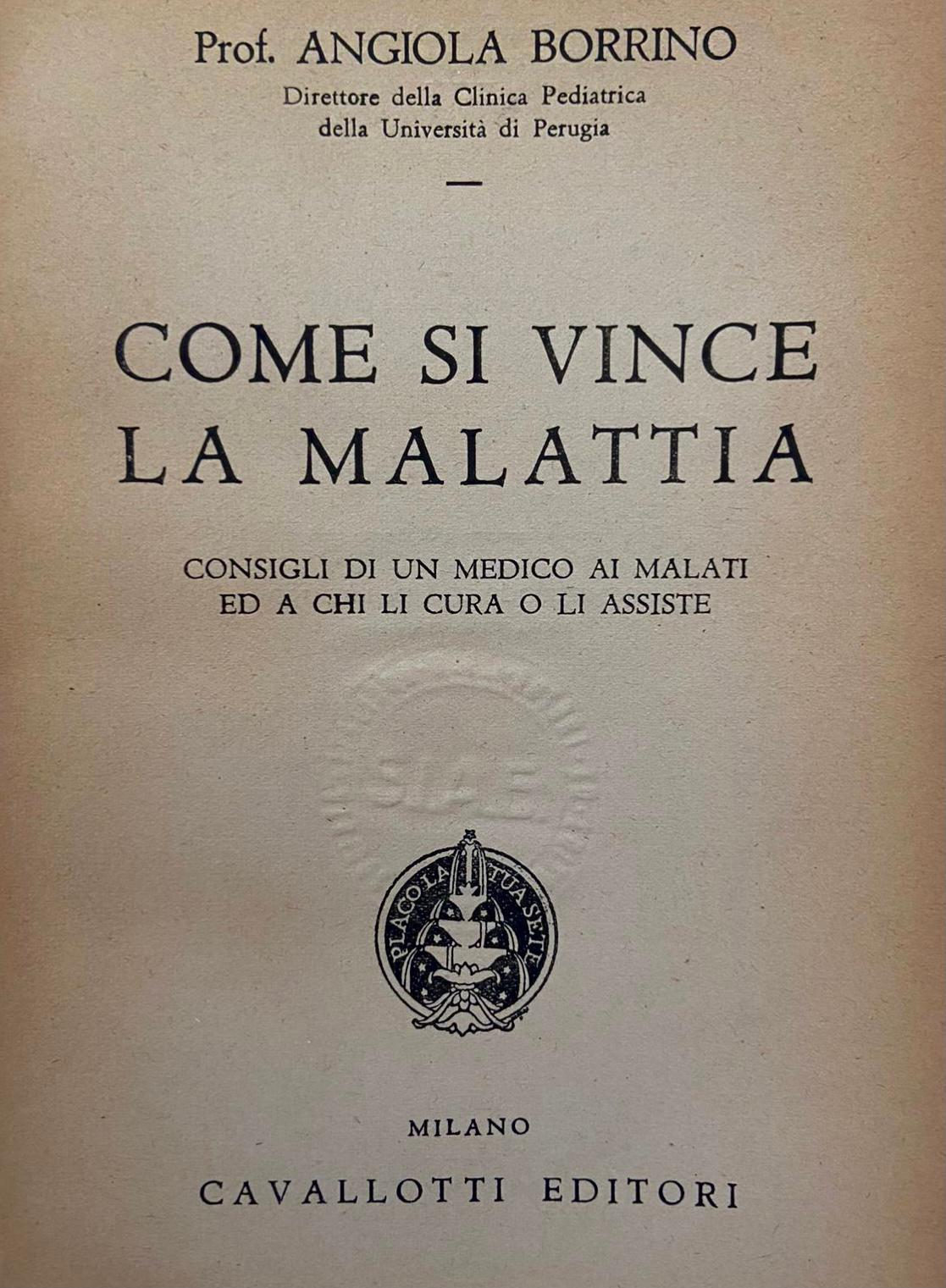
Frontespizio dell'opera Come si vince la malattia di Angiola Borrino

Questo manuale venne pubblicato a partire dal 1948. Il volume si compone di un'introduzione e quattro capitoli:
I. La malattia, il medico e l’assistenza
II. Come si combatte la malattia
III. Come si supera la malattia
IV. I vittoriosi
Il libro coniuga la molta scienza e la consumata esperienza clinica ad una profonda compassione umana, esprimendo e descrivendo la sofferenza degli ammalati e, al tempo stesso, esaltando le "forze spirituali" che li aiutano ad affrontare la malattia tramite una serena sopportazione della stessa. Questo trattato descrive, pertanto, le esperienze medico-spirituali, essendo esso stesso espressione di una parola fraterna ai malati.
Ogni parola di conforto, ogni presenza amica, ogni piccolo gesto è un momento fondamentale per il malato. Questi rappresentano, infatti, esempi "luminosi" che portano il paziente a sentirsi sollevato dai propri mali. È grazie ai doveri che lo stesso paziente sente di avere verso sé stesso e verso i suoi cari, che il malato sarà in grado di percepire uno spiraglio di luce. Questo spiraglio è rappresentato dalla consapevolezza dell'uomo di essere in grado di alleviare il proprio fardello di sofferenze, tenendo accesa la fiaccola della speranza e della fede. È infatti, proprio da questa forza che si risveglia nel malato, il quale lotta tra la vita e la morte, che qualche volta vi è il processo di guarigione dalla malattia e il successo delle cure mediche.
L'autrice vuole trasmettere il suo messaggio di salvezza invogliando il malato a impiegare bene il suo tempo: come combattere la noia, come affrontare la lunga giornata attraverso una vita sana ed equilibrata. È un miscuglio di emozioni che il malato si ritrova ad affrontare giornalmente e che rappresentano una sfida, un lento lavoro di pensiero e di volontà da compiere su sé stessi per superare il proprio smarrimento, la rivolta e la disperazione ma allo stesso tempo per trovare la forza, la via e i mezzi di una nuova vita illuminata dall'attività spirituale. L'autrice ricorda anche i mezzi che servono per aiutare il malato ad alleviare il dolore della malattia e per permettergli di recuperare la salute. Questi mezzi sono rappresentati dall'attività del medico, dalla missione dell'infermiera, dalla funzione e dalle esigenze dell'ospedale. In questo modo, attraverso queste figure fondamentali per il malato, con la vittoria della volontà sulla debolezza dell'organismo, si riuscirà a superare spiritualmente il maggior danno e l'orrore della malattia.
L'ultima parte del suo libro è dedicata ai "vittoriosi" della malattia: creature d'eccezione, coloro che hanno opposto ai danni e alle distruzioni della malattia, la resistenza della propria volontà e il vigore dello spirito. Lo stesso medico incontra ogni giorno esempi di forza meravigliosa e di coraggio. A differenza della scienza, le leggi dell'energia psichica sono tutt'oggi oscure ai più. Queste stesse leggi, così impercettibili e tenaci, dirigono lo svolgersi della vita al meraviglioso potere di guarigione e allvincensante volontà di esistere.
La volontà di guarire, istintiva ed insita nelle attività stesse dell'organismo, quelle stesse "forze che dormono in noi" (così chiamate da Prentice Mulford), penetrano tutto l'essere e dirigono l'animo umano. Questo libro, oltre ad ascoltare le voci dei vari malati, è soprattutto la voce di un medico amico. L'autrice, dedicando molto spazio ai "grandi" nonostante la malattia, sottolinea l'insegnamento di Amiel dove "l'anima prova la sua nobiltà superando ciò che è ignobile".

## Puericoltura

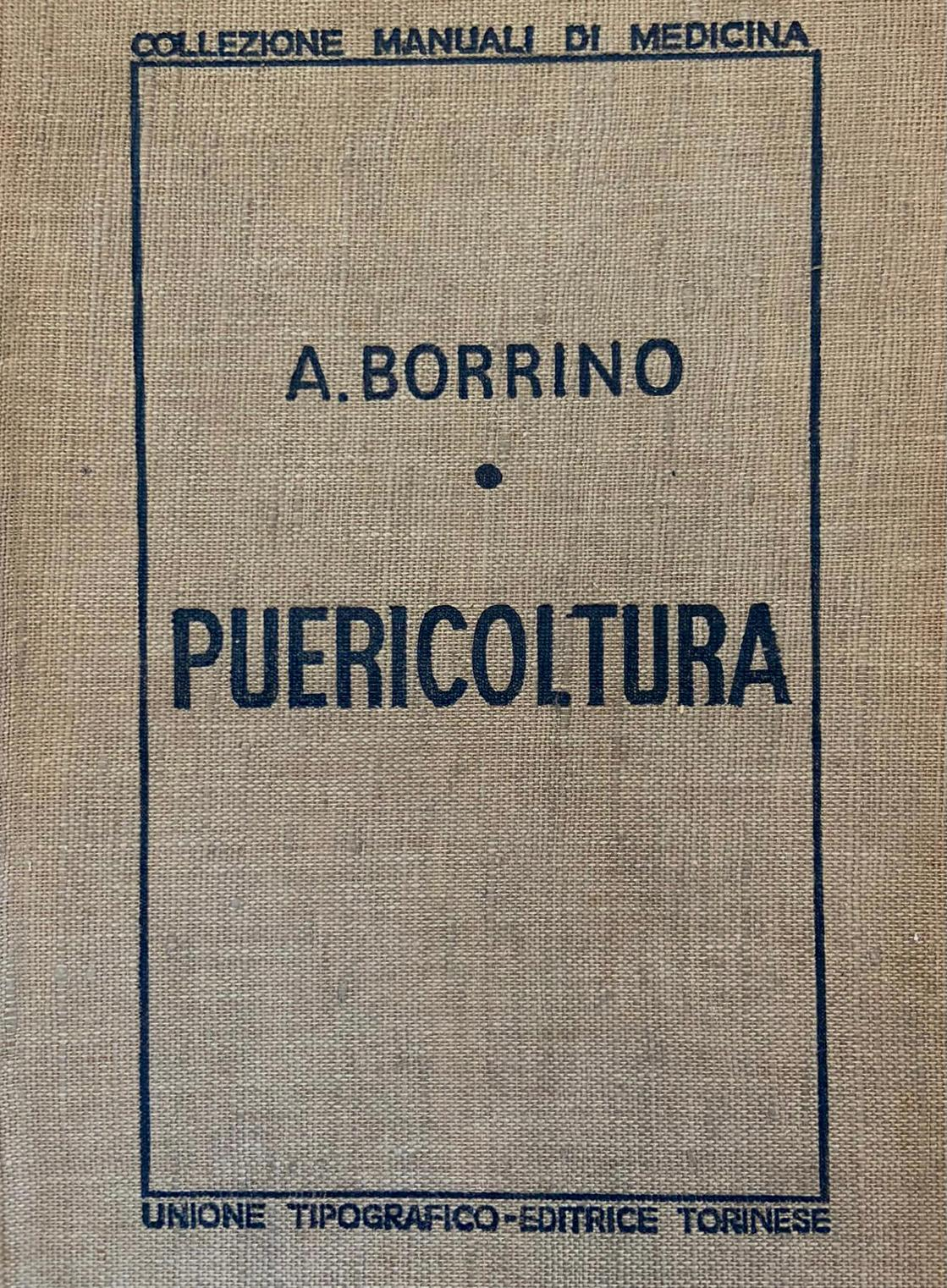
Copertina del manuale Puericoltura di Angiola Borrino

Questo manuale, scritto dalla dott.ssa Borrino, venne pubblicato nel 1945. Il volume è composto da tre grandi capitoli, ognuno dei quali è suddiviso in ulteriori sottocapitoli:
I. Il bambino sano
II. Il bambino malato
III. L'assistenza sociale del bambino
Nonostante il volume in questione, a causa del carattere strettamente tecnico, fosse inizialmente destinato a un pubblico di soli medici per i quali la conoscenza delle leggi dello sviluppo e dell'allevamento era ed è indispensabile per la diagnosi e la cura delle malattie della prima età, il concetto di difesa della vita umana che è alla base dello stesso, ha inevitabilmente indotto l'autrice ad estendere e a rendere accessibile i fondamenti essenziali per la difesa del bambino a tutti i cooperatori dell'assistenza.

Un caso esemplificativo e di “swing” della situazione medico-sanitaria dell'epoca è rappresentato dalla guerra di Crimea: mentre i soldati erano impegnati a combattere al fronte, giungevano ai rispettivi familiari costanti e drammatici bollettini che comunicavano le loro morti. Morti che, nella stragrande maggioranza dei casi, non erano causate dalle armi bensì dalle malattie, dalle infezioni e dalla mancanza di cure. Questa situazione drammatica si protrasse fino a quando una giovane visionaria, Florence Nightingale, invocò ed ottenne dal governo britannico la facoltà di accompagnare i soldati in guerra e di prendersi cura dei feriti e dei malati. Grazie a questa giovane pioniera infermiera, da lì in poi, l'importanza dell'assistenza ai malati e ai feriti di guerra divenne imprescindibile.

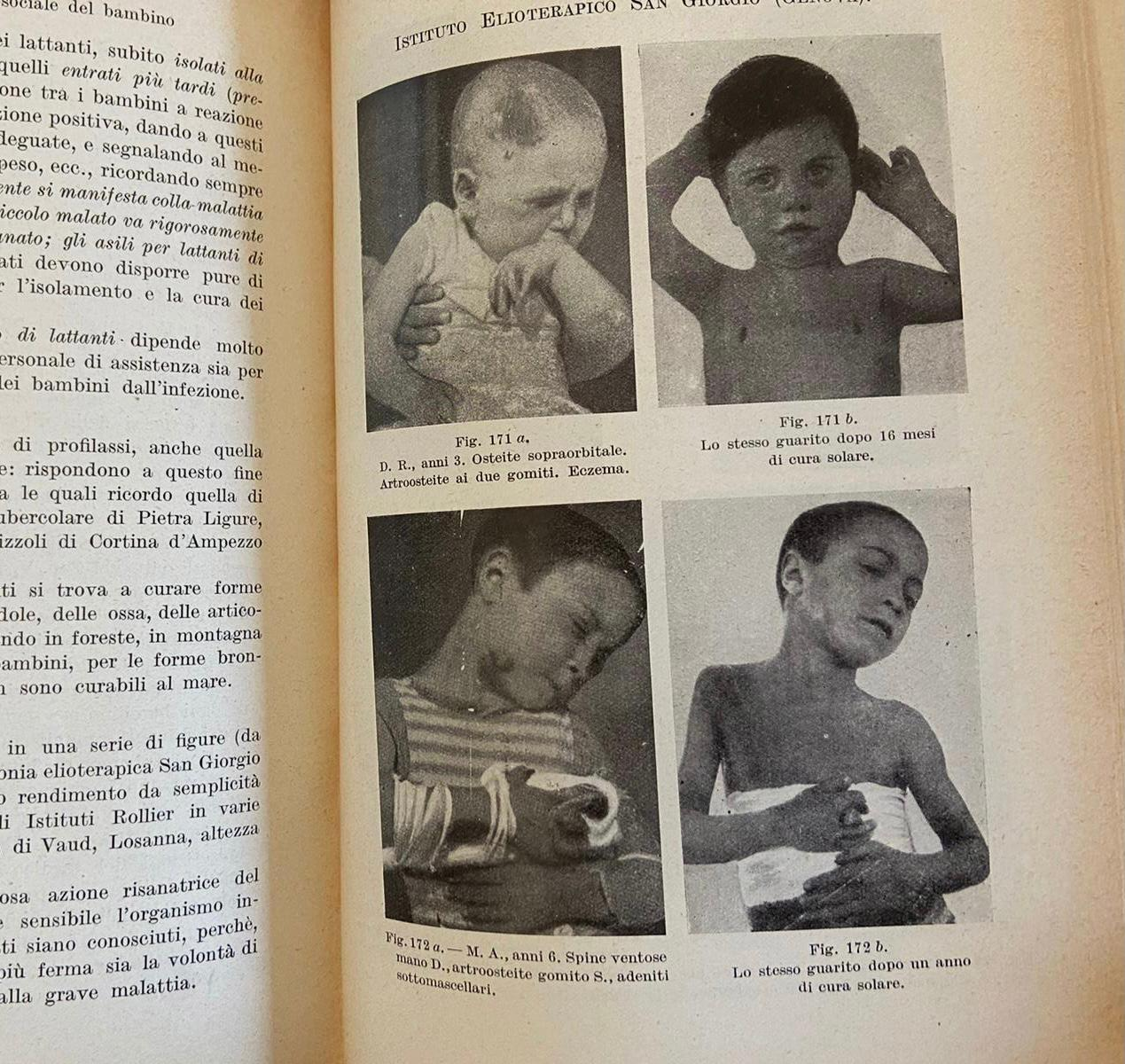
Pagine estratte dal manuale Puericoltura di Angiola Borrino

Il concetto è poi andato a comprendere tutti i vari ambiti di applicazione dell'assistenza medica. Ovviamente questa non poteva che avere un ruolo predominante e decisivo soprattutto nella cura delle malattie dell'età infantile. Fondamentali per la guarigione del bambino malato, per l'assenza di complicazioni morbose, per il ritorno allo stato di salute e per lo sviluppo del soggetto sono l'ambiente in cui si trova, la qualità e la quantità degli alimenti somministrati e delle attenzioni che gli vengono date. L'istinto e l'affetto, però, possono non bastare di fronte alla condizione della malattia in quanto quest'ultima può richiedere la necessità di nuove attitudini e spesso di abilità e di manualità inconsuete per la cura della stessa.
Le terapie dei bambini non possono essere comparate a quelle degli adulti in quanto l'ambiente, l'alimentazione e le cure stesse rappresentano dei fattori esterni che agiscono sullo sviluppo e sulla salute del bambino. Non ci si può pertanto fermare alla somministrazione di farmaci. Per questo motivo la base della terapia pediatrica è estremamente differente da quella dell'adulto. Un buon pediatra ha, pertanto, bisogno di essere coadiuvato dall'intelligenza e dall'abilità di chi assiste il piccolo malato in quanto ogni bambino costituisce un mondo e un essere a sé. Nell'assistenza della creatura sono fondamentali tutte le tecniche speciali di preparazione e somministrazione dei cibi e dei medicamenti.
La stessa autrice afferma: “Io ritengo e spero che tale preparazione dovrà un giorno formare la base dell'istruzione e dell'educazione femminile, la base di programma delle stesse scuole popolari, ed in genere di tutte le scuole femminili. Un vero insegnamento dell'igiene del bambino, ordinato, sistematico, teorico e pratico, parte viva del programma scolastico di tutte le scuole.”

## Altri contributi

### Malattie dei bambini
Nel 1903 Virginia Angiola Borrino tradusse lo scritto pediatrico Malattie dei bambini, pubblicato nel 1927 ed il cui autore fu il noto pediatra tedesco Bernhard Bendix (1863–1943).
Le due tematiche fondamentali del libro sono:
1. La prima è l'alimentazione del lattante ovvero "l’allattamento naturale”. L'autore, a proposito del latte puro, scrisse: "il latte relativamente privo di germi viene succhiato direttamente dal petto e perciò manca la possibilità di inquinamento”..[50]
2. La seconda riguarda la psiche e l'umore del bambino. Bernhard Bendix diede, infatti, molta importanza alla sfera emotiva del soggetto descrivendo il bambino “normale" come un individuo che presenta una serena disposizione di umore, la quale si manifesta con il sorriso. Al contrario il bambino “anomalo” o “ammalato” è facilmente riconoscibile a causa del suo atteggiamento turbato o altresì tranquillo ed indifferente in maniera esagerata.[51]

## Opere
Alcuni dei suoi contributi scientifici:
- Sul fenomeno facciale nella difterite, Firenze, 1908
- Sulla nucleasi della ghiandola mammaria, Torino, 1909
- Di alcune forme meno frequenti di peritonite tubercolare nell’età infantile, Firenze, 1910
- Manuale di terapia infantile, Torino, 1912
- Sulla deformazione del torace nelle cardiopatie dell’infanzia e dell’età giovanile, Torino, 1913
- Sui colloidi dell'epitelio intestinale e sull'azione protettiva di colloidi introdotti, Firenze, 1914
- Sulla diminuzione fisiologica del peso del neonato, Napoli, 1917
- Osservazioni sull'accrescimento e sulla patologia dei gemelli, Firenze, 1918
- Della psicoterapia dell'enuresi essenziale dei bambini, Siena, 1919
- Sindromi atrofiche nel secondo e nel terzo anno di vita e loro riparazione, Siena, 1920
- Sulle modificazioni della psiche nel bambino malato, Siena, 1920
- Tentativo terapeutico nell'encefalite letargica, Napoli, 1920
- Sulla terapia preoce del sordo-mutismo infantile, Modena, 1921
- Le variazioni della “perspiratio insensibilis” ed il loro valore nella patologia del lattante, Firenze, 1923
- Le nuove vedute sulla patogenesi etiologia e terapia del rachitismo, Torino, 1925
- Stati atrofici da tubercolosi e modificazioni della psiche in bambini dei primi anni, Sassari, 1929
- Porpora emorragica e splenectomia nell'infanzia, Napoli, 1930
- Fattori endogeni ed esogeni nello sviluppo psichico del primo anno (con particolare riguardo alla prole di madri encefalitiche), Napoli, 1930
- Pauperismo ed allevamento del bambino, Sassari, 1930
- L'enuresi nell'età infantile ed il suo trattamento, Milano, 1933
- Unificazione e coordinazione dell’assistenza al bambino illegittimo, Varallo S. 1935
- Igiene e profilassi generale, Torino, 1936
- Manuale di pediatria - Terapia generale, Torino, 1936
- Manuale di puericultura, Unione Tipografica Editrice Torinese, Torino, 1937
- Puericultura ed assistenza sanitaria dell'infanzia, Torino, 1937
- Presentazione anatomo-clinica di cloroma monolitico leucemico, Perugia, 1937
- Come si vince la malattia, Milano, 1948
- Medicina e morale: coppie sterili, Milano, 1957

## Riconoscimenti
La presidente del Consiglio comunale di Torino Maria Grazia Grippo ha annunciato, nell'ambito dell'adesione della Città alla campagna nazionale "8 marzo, 3 donne, 3 strade", che dedicherà a Virginia Angiola Borrino una via in zona strada San Mauro.

### Libri
- Bernhard Bendix, Malattie dei bambini, voll. I-II, UTET, 1927.
- Virginia Angiola Borrino, Come vincere la malattia, Milano, Cavallotti editori, 1948,  p. 448.
- Virginia Angiola Borrino, La mia vita: la pediatria agli inizi del '900 attraverso le memorie di una donna medico, a cura di E. Nicolini e C. Nicolini, Milano, Hoepli, 2017, ISBN 9788820379346.
- Virginia Angiola Borrino, Puericoltura ed assistenza sanitaria dell'infanzia, Collezione Manuale di Medicina, Torino, UTET, 1937,  p. 881.

### Articoli
- La Pediatria senese: Storia dell'insegnamento e delle vicende della clinica pediatrica di Siena (PDF) [collegamento interrotto], su scienzebiomediche.unisi.it, Siena, Archivio Storio dell'Università di Siena (AUS), 1916,  p. 2.
- I settant'anni della pro cultura femminile 1911-1981 (PDF), su bct.comune.torino.it, Torino,  p. 4.
- Associazione Italiana Donne Medico (AIDM) 1921-2001 (PDF), su donnemedico.org, AIDM, 2001,  pp. 8-36.
- Medicina all'Università di Perugia (PDF), in Annali della Facoltà di Medicina e Chirurgia, vol. 96-98,  p. 354.
- Donne pediatra in carriera con la Grande Guerra, ma boicottate nel dopoguerra. Studio realizzato per il centenario della fine della prima guerra mondiale (PDF), su sipps.it, 2018,  pp. 12-17, ISSN 1970-8165 (WC · ACNP).